# Бабич, Кирилл Ефимович
Кирилл Ефимович Бабич (1894, Вилейка—1976, Москва) — руководитель подавления Ярославского восстания во время Гражданской войны в России, хозяйственный работник.

## Биография
Родился в марте 1894 года в городе Вилейка Виленской губернии в белорусской католической семье. Окончил начальную школу. С 1903 по 1914 гг. работал слесарем на предприятиях Рыбинска и Петербурга. Учился на общеобразовательных курсах Русского технического общества, посещал вечернюю школу шоферов и автомехаников. В 1914—1917 гг. служил в авточастях. За хранение нелегальной литературы был арестован и с маршевой ротой отправлен на фронт. За большевистскую агитацию в войсках вновь арестован. С марта 1917 года член РСДРП(б). В октябре 1917 года командовал красногвардейской дружиной.
С 1918 года член большевистского губисполкома в Ярославле, в начале июля — делегат V съезда советов от Ярославля. Вернулся в город, узнав о начавшемся 6 июля 1918 года восстании. Здесь 11 июля он возглавил Ярославский губернский военно-революционный комитет, созданный для координации действий при подавлении восстания.

Из Ярославля № 1258
13/7 8 ч. 11 м.
Москва Наркому Воен. Троцкому копия Муралову
Члены Губисполкома Ярославской — Делегаты 5-го съезда прибыли в Ярославль, застали полнейший хаос в военных операциях, единственно работа велась Ревком железнодорожного узла, которого работа распространялась на все отрасли и только не касаяся в военных операциях. Организовали военно-революционный комитет Представители Губисполкома, Гороисполкома и активных членов комитета партии коммунистов, решив подчинить ему все функции, решили немедленно устранить членов штаба левово эсера Гусева и Полякова [нрзб.]
Будкин, Розанова , Пожаров , Бабич

РГВА. Ф. 1. Оп. 3. Д. 86. Л. 70-72.
Принимал самое непосредственное участие в организации подавления восстания посредством массированного артобстрела города и бомбометания с самолётов, а также в последующих репрессиях против участников восстания. На этом основании считается руководителем Ярославской губернии с 11 июля по 2 сентября 1918.
Организовал автобронеотряд, укомплектованный рабочими ярославских предприятий.
Учился в московском институте народного хозяйства им. Плеханова и в институте красной профессуры, работал в Наркомате земледелия СССР, Московском институте стали. В 1941—1945 гг. преподавал в военно-учебных заведениях и служил лектором в политорганах военно-морского флота на Чёрном флоте и Дунайской флотилии.

## Награды
До революции:
Георгиевский крест 1-й степени (№ 12280, приказ Сводного корпуса 3-й армии № 20 от 5.08.1916 г.), Георгиевский крест 2-й степени (№ 24072, приказ 2-го армейского корпуса № 301 от ...1916 г.), Георгиевский крест 3-й степени (N 42466), Георгиевский крест 4-й степени (№ 593888, приказ 2-го армейского корпуса №246 от ...1916 г.).
В советское время:
орден Ленина, два ордена Красного Знамени (1938, 1955 - за выслугу лет), орден Отечественной войны I ст. (1944), орден Красной Звезды (1951 - за выслугу лет), медали "За боевые заслуги" (1944), "За оборону Кавказа" (1944), "За победу над Германией в Великой Отечественной войне 1941–1945 гг." (1945).
Умер в 1976 году в звании полковника. Похоронен на Новодевичьем кладбище (урна с прахом).

## Увековечивание памяти
В Ярославле 21 октября 1977 года в честь Бабича названа улица в жилом районе Брагино.